# Kirkland (Washington)
Kirkland je grad u američkoj saveznoj državi Washington. Prema popisu stanovništva iz 2010. u njemu je živjelo 48.787 stanovnika.